# Помилио Гама
Помилио Гама (итал. Pomilio Gamma) је италијански ловачки авион. Авион је први пут полетео 1918. године. 

Наручена је мања серија авиона који су кориштени крајем Првог светског рата.
Највећа брзина у хоризонталном лету је износила 225 km/h. Размах крила је био 7,99 метара а дужина 6,30 метара. Маса празног авиона је износила 680 килограма а нормална полетна маса 950 килограма. Био је наоружан са два предња митраљеза калибра 7,7 милиметара типа Викерс.

## Наоружање
| Наоружање авиона: Помилио Гама |          |
| Ватрено (стрељачко) наоружање  |          |
| Топ                            |          |
| Митраљез                       |          |
| Број и ознака митраљеза        | 2 Викерс |
| Калибар                        | 7,7      |
| Бомбардерско наоружање (бомбе) |          |
| Ракетно наоружање (ракете)     |          |